# Аватар: Природата на водата
„Аватар: Природата на водата“ (на английски: Avatar: The Way of Water) е американски епичен научнофантастичен филм от 2022 година на режисьора Джеймс Камерън и е продуциран от „Туентиът Сенчъри Студиос“. Това е вторият филм от поредицата „Аватар“ на Камерън, след „Аватар“ (2009). Камерън продуцира филма с Джон Ландау, с Джош Фрийдман, който е официално обявен като съсценарист на Камерън, по-късно е обявено, че Камерън, Фрийдман, Рик Джафа, Аманда Силвър и Шейн Салерно взимат част от сценарния процес на всички продължения, преди да бъдат приписвани отделни сценарии, което прави евентуалните заслуги за неясните писания. Членовете на актьорския състав Сам Уъртингтън, Зоуи Салдана, Стивън Ланг, Джовани Рибизи, Джоел Дейвид Мур, Дилийп Рао, Си Си Ейч Паундър и Мат Джералд повтарят ролите си от оригиналния филм, докато Сигърни Уийвър се завръща с различна роля. Новите членове на състава включват Клиф Къртис, Еди Фалко, Джемейн Клемент, Кейт Уинслет, Брендън Коуел, Мишел Йео, Брендън Коуел и Вин Дизел.
Снимачният процес за филма започна в Манхатън Бийч, Калифорния на 15 август 2017 г., който е последван от самостоятелна основна фотография с „Аватар 3“ в Нова Зеландия на 25 септември 2017 г., снимките приключват през септември 2020 г., след три години от снимачния процес.
Излизането на филма е обект на осем закъснения, като последното е настъпило на 23 юли 2020 г.; филмът излиза на 16 декември 2022 г., с трите последващи продължения, които ще бъдат пуснати съответно на 20 декември 2024 г., 18 декември 2026 г. и 22 декември 2028 г. Организации като „Националния борд на прегледа“ и Американски филмов институт го считаха за един от топ десетте филма на 2022 г. Филмът получава две номинации в 80-те награди Златен глобус, включително за най-добър филм – драма и режисура.

## Актьорски състав

### На`ви/Аватари/Рекомбинанти
- Сам Уортингтън – Джейк Съли[20][21]
- Зоуи Салдана – Нейтири[20][21]
- Сигорни Уийвър – Кири, осиновената дъщеря на Джейк и Нейтири.[22][23][24]
- Кейт Уинслет – Ронал, водолаз на Меткаина[25][26][27][28][29][30][31]
- Клиф Къртис – Тоновари, водач на Меткаина и съпруг на Ронал.[32][33][34]
- Джейми Флатърс – Нетаям, първородният син на Джейк и Нейтири[35][36]
- Бритън Долтън – Ло`ак, вторият син на Джейк и Нейтири[35][36]
  - Клоуи Колман – Ло'ак като млад
- Тринити Джо-Ли Блис – Туктирей („Тюк“), най-малката дъщеря на Джейк и Нейтири[35][36][37]
- Бейли Бас – Цирея („Рея“), силен и талантлив гмуркач от Меткаина[35][36]
- Филип Гелджо – Аунунг, млад ловец и гмуркач от Меткаина[35][36]
- Дуан Евънс младши – Ротуксо, млад ловец и гмуркач от Меткаина[35][36]
- Си Си Ейч Паундър – Мо`ат[38][39]
- Си Джей Джоунс[40] – безименен преводач на Метакина

#### Хора
- Джак Чемпиън – Хавиер „Спайдър“ Сороко[35][36][41]
- Джоел Дейвид Мур – доктор Норм Спелман, бивша част от програмата „Аватар“,
който избра да остане с На`ви в първия филм.[42]
- Дилип Рао – доктор Макс Пател, учен, който работи по програма „Аватар“.[43]

### RDA (Resources Development Administration)

#### Рекомбинанти
- Стивън Ланг – Полковник Майлс Куорич[44]
- Мат Джералд – редник Лайл Уейнфлийт[34]
- Алисия Вела-Бейли – Здинарск

#### Хора
- Джовани Рибизи – Паркър Селфридж[45]
- Еди Фалко – Генерал Ардмор[46]
- Брендън Коуел – Капитан Мик Скорсби[47]
- Джемейн Клемент – доктор Иън Гарвин, морски биолог[48]

## Музика
Композиторът на „Аватар“ трябваше да композира музиката за поредицата преди смъртта си в самолетна катастрофа през юни 2015 г. През декември 2019 г. Саймън Франглен, който работеше с Хорнър като записващ продуцент, е обявен да напише музиката за филма. Ландау потвърди неговото участие през август 2021 г., докато също асосицираше с предстоящите продължения на „Аватар“. Музиката на Хорнър ще бъде преизползвана за филма, в отговора на оригиналните теми, продуцирани от Франглен.

## Пускане
„Аватар: Природата на водата“ излиза по кината на 16 декември 2022 г., разпространяван от „Туентиът Сенчъри Студиос“, и филмът също е пуснат във формати RealD 3D, Dolby Cinema, IMAX и IMAX 3D. „Природата на водата“, заедно с предстоящите продължения, ще бъдат пуснати в Dolby Vision.

## Награди и номинации
| Награда                              | Категория                 | Номиниран(и)                                                                                       | Резултат  |
| ------------------------------------ | ------------------------- | -------------------------------------------------------------------------------------------------- | --------- |
| Награди на филмовата академия на САЩ | Най-добър филм            | Джеймс Камерън и Джон Ландау                                                                       | номинация |
| Награди на филмовата академия на САЩ | Най-добър звук            | Джулиън Хауърт, Гуендълайн Йейтс Уитъл, Дик Бърнстийн, Кристофър Бойс, Гари Съмърс и Майкъл Хеджес | номинация |
| Награди на филмовата академия на САЩ | Най-добри декори          | Дилън Коул, Бен Проктър и Ванеса Коул                                                              | номинация |
| Награди на филмовата академия на САЩ | Най-добри визуални ефекти | Джо Летери, Ричард Банехам, Ерик Сайндън и Даниел Барет                                            | награда   |
| Награди БАФТА                        | Най-добър звук            | Кристофър Бойс, Гуендълайн Йейтс Уитъл, Гари Съмърс, Майкъл Хеджес и Джулиън Хауърт                | номинация |
| Награди БАФТА                        | Най-добри визуални ефекти | Джо Летери, Ричард Банехам, Ерик Сейндън и Даниел Барет                                            | награда   |
| Златен глобус                        | Най-добър филм – драма    | Най-добър филм – драма                                                                             | номинация |
| Златен глобус                        | Най-добър режисьор        | Джеймс Камерън                                                                                     | номинация |

## В България
В България филмът излиза по кината на същата дата от „Форум Филм България“ в дублирана и субтитрирана версия.
Гала премиерата на филма се състои в Синема Сити, Мол София на 14 декември 2022 г.

## Синхронен дублаж
| Роля           | Изпълнител |
| -------------- | --- |
| Джейк Съли     | Петър Бонев |
| Нейтири        | Ева Данаилова |
| Кири           | Карина Андонова |
| Куарич         | Светломир Радев |
| Ронал          | Августина-Калина Петкова |
| Тоноуари       | Георги Стоянов |
| Норм           | Явор Караиванов |
| Мо'ат          | Ася Рачева |
| Генерал Ардмор | Симона Нанова |
| Скорсби        | Радослав Рачев |
| Гарвин         | Момчил Степанов |
| Нетеям         | Веселин Симеонов |
| Ло'ак          | Румен Вангелов |
| Тук            | Лилия Георгиева |
| Паяка          | Кубрат Кръстев |
| Цирея          | Мирела Кръстева |
| Аонунг         | Стоян Кукуванов |
| Селфридж       | Тодор Николов |
| Макс           | Росен Русев |
| Уенфлийт       | Димитър Ангелов |
| Грейс          | Елена Бойчева |
| Други гласове  | Алекс Маринов Анатолий Божинов Анелия Веселинова Даниел Даббас Ивайло Методиев Красимир Христов Константин Лунгов Лъчезар Натлев Наталия Полякова Николай Върбанов Рада Христова Симона Николова Светлана Смолева Цветослава Симеонова |

| Обработка                       | Александра Аудио                                       |
| ------------------------------- | ------------------------------------------------------ |
| Режисьор на дублажа             | Петър Върбанов                                         |
| Преводач                        | Христо Христов                                         |
| Тонрежисьори на записа          | Петър Костов Пламен Чернев Полина Митева Мартин Станев |
| Творчески директор              | Венета Янкова                                          |
| Микс студио                     | Shepperton International                               |
| Продуцент на българската версия | Disney Character Voices International                  |

## Филми от поредицата за „Аватар“
Поредицата „Аватар“ включва 3 филма:
- „Аватар“ (2009)
- „Аватар: Природата на водата“ (2022)
- „Аватар: Огън и пепел“ (2025)